# Katedra Najświętszej Maryi Panny w Limerick
Katedra Najświętszej Maryi Panny w Limerick (ang. St Mary's Cathedral, Limerick) – katedra diecezji Limerick i Killaloe, należąca do kościoła Irlandii.
Świątynia zbudowana została w 1168 roku i jest najstarszą budowlą w mieście. Z oryginalnej świątyni zachowała się romańska zachodnia brama od strony sądu oraz nawa i fragmenty transeptu. Pozostała część katedry została odbudowana w XV wieku. W tamtym czasie wybudowano okna, prezbiterium i pozostałą część transeptu. Katedra znana jest z podnoszonych ławek na chórze, zrobionych z czarnego dębu, ozdobionych płaskorzeźbami ukazującymi bazyliszka, gryfa, dzika oraz sfinksa. Ołtarz główny katedry został zrobiony z jednolitej skały wapiennej. Jest on największym ołtarzem tego rodzaju w Irlandii.